# Commission de l’Océan Indien

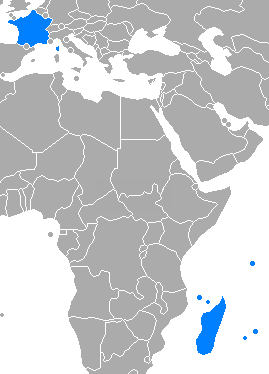
Frankreich und die OIC-Staaten

Die Commission de l’Océan Indien (deutsch nichtamtlich: Kommission des Indischen Ozeans, englisch Indian Ocean Commission) ist ein zwischenstaatliches Bündnis einiger ostafrikanischer Anrainerstaaten des Indischen Ozeans zum Zweck politischer und wirtschaftlicher Kooperation.
Angesichts des Niedergangs der Gemeinsamen Afrikanisch-Madegassisch-Mauritischen Staaten-Organisation (OCAM) bemühte sich der Inselstaat Mauritius seit 1982 wieder um verstärkte Zusammenarbeit mit seinen Nachbarn Madagaskar (1974 aus der OCAM ausgetreten) und Seychellen (1978 aus der OCAM ausgetreten), seit 1984 wurden verschiedene Abkommen über Handel, Fischerei, Verkehrswesen und Ölförderung vereinbart. 1985 traten die Komoren und Réunion bei, über Réunion ist somit auch Frankreich indirekt Teilnehmer. Die Malediven haben Beobachterstatus.
Alle Teilnehmer sind ehemalige französische Kolonien, offizielle Verkehrssprache ist daher Französisch.